# Zíngara
Zíngara fue una telenovela dramática argentina realizada por el director Nicolás del Boca, con una historia original del escritor Enrique Torres y colaboración en diálogos de Irene Ferrán y Eduardo Goldman. Se transmitió por primera vez en abril del año 1996 en Argentina. Fue protagonizada por Andrea Del Boca y Gabriel Corrado. Coprotagonizada por Juan Palomino, Henry Zakka, Gino Renni, Eduardo Sapac, Alfredo Zemma, Claribel Medina, Patricia Castell, Adriana Salonia, Facundo Arana y Diego Olivera. Antagonizada por Marcela Ruiz y Connie Marino. También, contó con las actuaciones especiales de Mónica Galán y las primeras actrices Lydia Lamaison y María Rosa Gallo. Y la presentación de Marikena Riera. 
La canción de la telenovela se tituló "Tonta, pobre tonta" y fue compuesta por Teddy Jauren y Roberto Livi e interpretada por Andrea del Boca.
En Zíngara el productor Raúl Lecouna y el canal Telefe decidieron repetir como protagonistas la fórmula Andrea del Boca - Gabriel Corrado, utilizada en la telenovela Perla negra, la cual gozó de gran éxito y una alta audiencia televisiva, pero Zíngara no logró repetir el éxito de su antecesora.
También fue emitida en diversos países de Hispanoamérica, entre ellos Chile, por La Red que la transmitió desde el mes de agosto de 1996.

## Argumento
En una playa casi desierta, Mitra encuentra a una muchacha inconsciente y la reanima. Como la chica no recuerda nada, la anciana gitana la lleva a su poblado y la cuida como si fuera su nieta. La llama Civinka.
Pasan los años y aquella adolescente se ha convertido en una bella joven que prepara su boda con su primo Stieva, pero se cruza en su camino Julián Argüello. Se trata de un hombre atractivo y mujeriego que dirige una prestigiosa agencia de modelos. Acuciado por las deudas, también está a punto de casarse con Norma Pérez por su inmensa fortuna, que heredó de su hermana, desaparecida cinco años atrás.
Julián engaña a la dulce e inocente ‘nieta’ de Mitra,
Civinka, que desconoce esta realidad, permite que el irresistible forastero la seduzca y se entrega completamente enamorada. Tras la noche de pasión, Julián regresa a la ciudad dispuesto a continuar su vida y sin dar explicación alguna. La muchacha se queda destrozada cuando se da cuenta de que la ha abandonado.
Todos en el poblado se enteran de lo ocurrido y se burlan de Civinka. Incluso su abuela Mitra la trata como si fuera una prostituta. Aunque Stieva le guarda mucho rencor, mantiene el compromiso y Civinka decide permanecer a su lado. Sin embargo, sufre un grave accidente. Cuando se recupera, no recuerda nada de su pasado como gitana pero sí de su vida anterior. Se llama Paloma Pérez, hermana de Norma, y como tal se presenta en la mansión familiar mientras que los demás creían que estaba muerta.

## Elenco
- Andrea Del Boca ...  Paloma Pérez-Campana de Argüello / Civinka Stevanovich
- Gabriel Corrado ...  Julián Argüello
- María Rosa Gallo ... Mitra Stevanovich
- Lydia Lamaison ...  Hilda Pérez-Campana
- Juan Palomino ... Stieva Stevanovich
- Henry Zakka ...  Kolia Stevanovich
- Gino Renni... Ovidio
- Eduardo Sapac ...  Adriano Argüello
- Alfredo Zemma ... Arciero Moretti
- Claribel Medina ...  Mimí Pompón
- Marcela Ruiz ...  Dora Visconti
- Patricia Castell ...  Evelia Moretti
- Mónica Galán ...  Bárbara Argüello
- Adriana Salonia ...  Corina Argüello
- Marikena Riera ...  Norma Pérez Campana-Moretti
- Facundo Arana ... Rodolfo "Rudy" Moretti
- Diego Olivera ...  Francisco "Pancho"
- Alejandro Awada
- Liz Balut ... Alicia Di Paolo
- Jorge Barreiro ... Joaquín Argüello
- Raquel Casal ... Selena
- Hugo Cosiansi
- Juan David ...  Miguel Argüello
- Ana Franchini
- Héctor Fuentes... Silverio Terturino
- Carlos Garric ... Nigueza
- Pietro Guggiana ... Marcial
- Pablo Ini
- Connie Marino ... Viviana López C. / Carolina
- Anahí Martella ...Antonia
- Martín Neglia ... Jaime  "Jaimito"
- María Pía Galeano ... Dara Stevanovich
- María Roji ... Maru
- Cunny Vera ...  Martha
- Juan Vitali ...  Germán López C.
- Néstor Zacco ... Doc. Recuero

## Banda sonora
- Tonta, pobre tonta (Andrea del Boca) (Tema principal)
- Que tu te vas (Luis Miguel)
- Mi historia entre tus dedos (Gianluca Grignani)
- La Soledad (Laura Pausini)
- Donde está ese amor (Carlos Mata)
- La de siempre (Marcos Llunas)
- Soy Tuyo (Ricardo Montaner)
- Se Va, Se Va (Pimpinela)
- Si Tengo Que Morir (Sergio Dalma)
- De Repente (Soraya)
- Escucha a tu corazón (Laura Pausini)
- Chicas (Zucchero)
- La fuerza del corazón (Alejandro Sanz)
- Amores extraños (Laura Pausini)
- Si tú te Vas (Enrique Iglesias)
- Deja de pedir perdón (Diego Torres)
- Solamente tu amor (Chayanne)
- Se que ya no volverás (Diego Torres)
- Estrella gemela (Eros Ramazzotti)
- Lo echamos a suertes (Ella Baila Sola)
- Amor (Cristian Castro)
- La cosa más bella (Eros Ramazzotti)
- Libre (Nino Bravo con Francisco)
- Que tu te vas (Instrumental) (Luis Miguel)
- Amor (Instrumental) (Cristian Castro)
- La Soledad (Instrumental) (Laura Pausini)

- Datos: Q9097998